# Rottweil (distrito)
Rottweil é um distrito da Alemanha, na região administrativa de Freiburg, estado de Baden-Württemberg.

## Cidades e Municípios
- Cidades:

1. Dornhan
2. Oberndorf
3. Rottweil
4. Schiltach
5. Schramberg
6. Sulz

- Municípios:

1. Aichhalden
2. Bösingen
3. Deißlingen
4. Dietingen
5. Dunningen
6. Epfendorf
7. Eschbronn
8. Fluorn-Winzeln
9. Hardt
10. Lauterbach
11. Schenkenzell
12. Villingendorf
13. Vöhringen
14. Wellendingen
15. Zimmern ob Rottweil

## História
Até 30 de abril de 2006, Tennenbronn era um município do distrito de Rottweil, quando foi incorporado a cidade de Schramberg. Tennenbronn foi o primeiro município em Baden-Württemberg que perdeu sua independência desde a reforma administrativa dos anos 1970s.